# Міа Май
Міа Май або Міа Мей (нім. Mia May, справжнє ім'я Герміна Пфлеґер (Hermine Pfleger); 2 червня 1884 — † 28 листопада 1980) — австрійська акторка.
Народилася у 1884 році у Відні. Вперше вийшла на театральну сцену у 5 років, після чого неодноразово грала дитячі ролі. З 1912 по 1924 роки знялася в 41-му фільмі.
З 1902 року була одружена з австрійським продюсером і режисером Джое Маєм, від шлюбу з яким мала доньку, що також стала акторкою, Єву Май. 

## Обрана фільмографія
- 1914 — Вілла / Die Geheimnisvolle
- 1919 — Хазяйка світу / Die Herrin
- 1919 — Правда перемагає / Veritas vincit
- 1920 — Блукаючий образ / Das wandernde Bild — Ірмгард Вандергайт
- 1923 — Трагедія кохання / Tragödie der Liebe — Манон Моро
- 1921 — Індійська гробниця / Das indische Grabmal — Ірен Амундсен